# بيجو نوع 190
بيجو نوع 190 هو نموذج من بيجو تم إنتاجه بين عامي 1928 و 1931.
تم إطلاق بيجو نوع 190 في أواخر عام 1928 وتم بيعه جنبًا إلى جنب مع بيجو 5 سي في خفيفة الوزن (تعتمد نفسها على بيجو الرباعي ) ، وهي من أكثر السيارات مبيعًا في عشرينيات القرن الماضي ، والتي كان من المفترض استبدالها. كان الطراز 190 أيضًا سيارة صغيرة ، ولكنه أكثر تقليدية مقارنة بالموديلات السابقة. كان جسمه متاحًا في تشكيلات طوربيد وعنكبوت. تم نقل الطراز 190 على المحرك الصغير رباعي الأسطوانات 695 سم مكعب من 5CV ، والذي طور 14 حصان متري (10 كـو) ويمكن أن تدفع السيارة إلى سرعة قصوى تبلغ 60 كيلومتر في الساعة (37 ميل/س) . كان الطراز 190 ناجحًا للغاية وتم إنتاج ما مجموعه أكثر من 33000 سيارة. في عام 1929 ، تم إطلاق خليفتها المقصود ، بيجو 201 ، على الرغم من أن إنتاج الطراز 190 استمر حتى عام 1931.

## بناء الجسم التقليدي
كان موديل 190S أحد آخر طرازات بيجو التي تأتي بهيكل خشبي. تم تشكيل كل قطعة من الإطار بشكل فردي من خشب الدردار أو خشب الزان ، باستخدام أدوات النجارين التقليدية. 

## نهاية التسمية التقليدية
سمي الطراز 190 بهذا الاسم لأنه كان التصميم المميز رقم 190 الذي طورته بيجو. ومع ذلك ، في ذلك الوقت ، كان عدد قليل من العملاء على دراية بالاسم. حتى في الكتيبات الخاصة بالشركة ، كانت السيارة تسمى ببساطة "La 5CV Peugeot" (بيجو 5 حصان). كل هذا تغير عندما تم استبدال هذا النموذج.  تستخدم السيارات بعد الطراز 190 أسماء ثلاثة أرقام طويلة مع صفر في المنتصف ، بدءًا من 201 ، متخليًا عن الإجراء الأصلي لشركة بيجو لتسمية كل طراز جديد برقم ترتيبي متتالي. ستكون السيارات من فئة 20x أصغر من السيارات من فئة 30x أو 40x ، وعادةً ما يتم استبدال السيارات من نفس الفئة بالرقم الترتيبي التالي (على سبيل المثال ، تم استبدال 201 بسيارة بيجو 202 ).